# Монкс
Монкс (на английски: The Monks) е западногерманска рок група, създадена през 1964 г. от група американски войници. След уволнението си те продължават да изнасят концерти и издават единствения си албум „Black Monk Time“, който се характеризира с експерименти, рязко контрастиращи с популярната музика на епохата, и оказва значително влияние върху появата на пънк рока през следващите години. Групата се разделя през 1967 г., като се събира за кратко на няколко пъти и след това.